# Alcani
Gli alcani sono composti organici costituiti solamente da carbonio e idrogeno (per questo motivo appartengono alla più ampia classe degli idrocarburi), aventi formula bruta CnH(2n + 2). Gli alcani sono "saturi", cioè contengono solo legami singoli C-C (per cui a parità di atomi di carbonio, possiedono il massimo numero di idrogeni possibile rispetto agli altri idrocarburi), a differenza degli alcheni (che contengono legami doppi C=C) che sono detti "insaturi" e degli alchini (che contengono legami tripli C≡C).
Gli alcani sono inoltre "aciclici", cioè non contengono catene chiuse ad anello (a differenza dei cicloalcani).
Gli alcani fanno parte della classe delle paraffine, alla quale si contrappongono i cicloalcani, detti nafteni; il termine "paraffina" deriva dal latino parum affinis, e indica la scarsa reattività di tali composti chimici; gli alcani comunque reagiscono in determinate condizioni con ossigeno, cloro e altre sostanze.
Il più semplice alcano esistente è il metano, avente formula CH4; segue l'etano, avente formula CH3-CH3.
Gli atomi di carbonio e di idrogeno negli alcani possono essere combinati in modi differenti. Il metano (CH4) ha una sola struttura possibile. Così anche l'etano e il propano. Invece nel caso degli alcani con un maggiore numero di atomi di carbonio possono esserci diverse disposizioni. Gli alcani come il n-butano (leggasi "normal-butano"), che hanno gli atomi di carbonio su una catena lineare si chiamano alcani lineari o alcani normali (n-alcani). Al contrario, gli alcani nei quali la catena si ramifica si chiamano appunto alcani a catena ramificata. Le varie forme di alcani con stessa formula ma struttura differente sono isomeri. Ad esempio il n-butano e l'isobutano sono isomeri di struttura.
Un esempio comune di miscela di alcani è la benzina, che è costituita da diversi alcani (contenenti in media 7-8-9 atomi di carbonio), ottenuta dalla distillazione frazionata del petrolio e dal cracking catalitico. Il cracking catalitico è utile inoltre per ottenere benzine ad alto numero di ottano. Un'altra via per l'ottenimento della benzina è il processo Fischer-Tropsch, a partire da miscele gassose di monossido di carbonio e idrogeno in presenza di catalizzatore. Questo metodo è stato impiegato saltuariamente in passato, soprattutto come conseguenza di embarghi petroliferi, e non si esclude che possa tornare in uso nel caso di aumento del prezzo del petrolio.
Privando un alcano di un atomo di idrogeno si ottiene il corrispondente alchile.

## Proprietà
Le molecole degli alcani sono apolari, per cui risultano insolubili in acqua e solubili in molti solventi organici.
Negli alcani gli atomi di carbonio sono uniti tra loro attraverso legami covalenti semplici a formare una catena aperta, lineare o ramificata, mentre gli idrogeni vanno a legarsi ad ognuno dei siti di legame degli atomi di carbonio rimasti liberi. Ogni atomo di carbonio risulta al centro di un tetraedro i cui vertici sono occupati dagli atomi cui esso è legato; tale geometria è quella tipica degli orbitali ibridi sp3, con gli angoli di 109,5º tra i legami. Le proiezioni di Newman sono rappresentazioni grafiche della struttura molecolare molto utilizzate per evidenziare i conformeri di un alcano.
A temperatura e pressione ambiente, gli alcani più leggeri (fino a 4 atomi di carbonio) sono gassosi, mentre quelli aventi da 5 a 17 atomi di carbonio sono liquidi incolori, e infine quelli più pesanti hanno l'aspetto di solido ceroso.
All'aumentare della massa molecolare relativa aumentano anche il punto di fusione e il punto di ebollizione. Altre proprietà come la lunghezza del legame o l'energia di legame sono circa uguali in tutti gli alcani (rispettivamente circa 1,54±0,01 Å e 85±3 kcal/mol).
| Nome      | Formula molecolare | Numero di atomi di carbonio | Massa molare | Punto di ebollizione (°C) | Numero CAS | Formula di struttura |
| --------- | ------------------ | --------------------------- | ------------ | ------------------------- | ---------- | -------------------- |
| Metano    | CH4                | 1                           | 16,04 g/mol  | -164,0                    | 74-82-8    |                      |
| Etano     | C2H6               | 2                           | 30,07 g/mol  | -88,6                     | 74-84-0    |                      |
| Propano   | C3H8               | 3                           | 44,1 g/mol   | -42,1                     | 74-98-6    |                      |
| n-Butano  | C4H10              | 4                           | 58,1 g/mol   | -0,5                      | 106-97-8   |                      |
| n-Pentano | C5H12              | 5                           | 72,15 g/mol  | 36,1                      | 109-66-0   |                      |
| n-Esano   | C6H14              | 6                           | 86,18 g/mol  | 68,9                      | 110-54-3   |                      |
| n-Eptano  | C7H16              | 7                           | 100,21 g/mol | 98,4                      | 142-82-5   |                      |
| n-Ottano  | C8H18              | 8                           | 114,23 g/mol | 125,7                     | 111-65-9   |                      |

Gli alcani ramificati presentano punti di ebollizione più bassi rispetto agli alcani lineari. Ciò è dovuto al fatto che in un alcano ramificato le forze di Van der Waals sono meno forti, in quanto tra gli atomi della catena intercorre una distanza lievemente maggiore. 
Gli alcani, soprattutto i più leggeri, vengono largamente impiegati come carburanti per via dell'elevata entalpia di combustione per unità di massa, della notevole inerzia chimica e dell'abbondante (ma non illimitata) disponibilità sulla Terra.

## Nomenclatura IUPAC
La nomenclatura IUPAC stabilisce le seguenti regole per la denominazione di un alcano:
| | esempio                                                           |
| - individuare la più lunga catena ininterrotta di atomi di carbonio nella struttura; tale catena costituirà la base del nome in funzione del numero di atomi di carbonio che possiede (1: metano, 2: etano, 3: propano, 4: butano, 5: pentano, 6: esano, 7: eptano, 8: ottano, 9: nonano, 10: decano, 11: undecano, etc.) I primi quattro elementi della serie hanno nomi propri dovuti a ragioni storiche, proseguendo invece si fa riferimento ai numeri greci per indicare la lunghezza della catena. Se sono presenti più catene di uguale lunghezza si consideri quella con più sostituenti. | 5 atomi: pentano                                                  |
| - numerare gli atomi della catena sequenzialmente partendo da una delle estremità; la scelta deve far sì che gli atomi che recano ramificazioni (uno o più legami con altri atomi di carbonio) abbiano i numeri più bassi possibile. | da sinistra a destra: 2,2,4 → ok da destra a sinistra: 2,4,4 → no |
| - nominare le ramificazioni in modo analogo alla catena principale, sostituendo però il suffisso -ano con il suffisso -il (pertanto 1: metil, 2:etil, 3: propil, etc.) - raggruppare le ramificazioni scrivendole in ordine alfabetico (es 3-metil-4-propil e non 4-propil-3-metil) e, qualora ne compaia più di una dello stesso tipo nella formula, indicarne la molteplicità tramite l'opportuno prefisso (di-, tri-, tetra-, etc.) | 3 gruppi CH3: tri-metil-                                          |
| - il nome è costituito dall'elenco delle ramificazioni precedute dal numero di ogni atomo della catena principale che le ospita, seguito dal nome della catena principale. Il nome va scritto come un'unica parola e si ricordi che i prefissi di-, tri- ecc. non concorrono all'ordine alfabetico dei sostituenti. | 2,2,4-trimetilpentano                                             |

## Preparazione industriale
La principale fonte di approvvigionamento degli alcani più leggeri è la distillazione frazionata del petrolio grezzo e del gas naturale.
Tuttavia, al crescere del numero di atomi di carbonio, il numero di isomeri aventi proprietà fisiche simili diventa talmente elevato da rendere pressoché impossibile isolare un particolare isomero con una purezza elevata da una miscela di alcani simili.

In tali casi, una reazione che ha relativamente ampia applicazione è l'idrogenazione degli alcheni
```
RR'C=CHR" + H
2
 → RR'CH-CH
2
R"
```

in cui R rappresenta convenzionalmente un qualsiasi alchile.

La reazione avviene in condizioni di temperatura e pressione relativamente blande in presenza di catalizzatori metallici quali platino, palladio o nichel.
Un'altra reazione di utilità industriale è il cracking (o pirolisi), in cui l'alcano, scaldato ad alta temperatura in assenza d'aria ed in presenza di catalizzatori, subisce decomposizione in idrogeno, alcheni ed alcani più leggeri (ad esempio: benzina dal cracking dei bitumi).

## Preparazioni per sintesi
In laboratorio, gli alcani possono essere preparati per
- idrogenazione degli alcheni in presenza di platino, palladio o nichel

```
RR'C=CHR" + H
2
 → RR'CH-CH
2
R"
```

- riduzione degli alogenuri alchilici per reazione con zinco e acidi

```
R-X + Zn + H
+
 → R-H
```

- idrolisi dei reattivi di Grignard

```
1. R-X + Mg → R-Mg-X

2. R-Mg-X + H
2
O → R-H 
```

- accoppiamento di alogenuri alchilici via composti di litio dialchilrame

```
1. R-X + Li → R-Li        
(alchil-litio)

2. R-Li + CuI → R
2
CuLi    
(litio dialchilrame)

3. R
2
CuLi + R'-X → R-R'   
(R' deve essere un 
alchile
 primario)
```

l'uso del sodio in sostituzione del litio produce dei composti di alchil-sodio troppo reattivi che reagiscono immediatamente con il rimanente alogenuro alchilico (sintesi di Wurtz degli alcani simmetrici)
```
R-X + Na → R-Na

R-Na + R-X → R-R 
```

- riduzione di aldeidi e chetoni

ne esistono due varianti, la riduzione di Wolff-Kishner, che consiste nella decomposizione termica in ambiente alcalino dell'idrazone ottenuto per reazione tra l'idrazina e l'aldeide o il chetone
```
1. R-C=O + H
2
N-NH
2
  →  R-C=N-NH
2
  (
idrazone
)
     |                   |
     R'                  R'

2. R-C=N-NH
2
 + KOH, 
calore
 → R-CH
2
-R'
     |
     R' 
```

e la riduzione di Clemmensen, che prevede il trattamento dell'aldeide o del chetone con un amalgama zinco-mercurio ed acido cloridrico
```
R-C=O + Zn(Hg) + HCl  →  R-CH
2
-R'
  |
  R' 
```

la riduzione di Wolff-Kishner avviene in ambiente fortemente basico, la riduzione di Clemmensen avviene in ambiente fortemente acido; verrà scelto il metodo nelle cui condizioni gli altri gruppi funzionali dell'aldeide o del chetone di partenza sono stabili e non subiscono reazioni indesiderate.
- decarbossilazione dei sali degli acidi carbossilici

```
R-COO
-
  →  RH + CO
2
           
pirolisi

2 R-COO
-
  →  R-R + 2 CO
2
      
reazione di Kolbe
```

l'eliminazione di anidride carbonica avviene o per riscaldamento in ambiente alcalino (pirolisi) o per elettrolisi in soluzione acquosa (reazione di Kolbe).

## Reazioni tipiche
La reattività degli alcani è basata sulla formazione di radicali, innescata dalla luce o dal calore. L'esempio più noto è la combustione, una reazione a catena - a volte esplosiva - in cui il calore sviluppato produce ulteriori radicali che proseguono ed amplificano la reazione stessa.
- combustione

```
R-H + O
2
 → CO
2
 + H
2
O 
+ calore
```

- alogenazione radicalica

```
R-H + X
2
 → R-X + HX
```

viene catalizzata dalla luce o dal riscaldamento a temperature elevate; produce generalmente una miscela di isomeri in quantità proporzionali alla stabilità dei diversi radicali ottenuti dalla rimozione dei diversi atomi di idrogeno
- cracking

Gli alcani sono la principale fonte industriale di alcheni utilizzati per produzioni di massa. Nelle raffinerie si opera la trasformazione degli alcani in alcheni a temperature di 400 °C in presenza di catalizzatori metallici.
- reazioni di scambio

Un alcano si trasforma in un alchene per irraggiamento con luce ultravioletta ed in presenza di un accettore di idrogeno, come ad esempio un altro alchene che si riduce a sua volta in alcano.
- reazioni catalizzate

Grazie alla scoperta di nuovi catalizzatori è possibile trovare trasformazioni degli alcani, anche se non sempre risultano convenienti su scala industriale. Un esempio è la trasformazione di alcani in alcheni per mezzo di un catalizzatore metallo-organico di iridio. La trasformazione avviene a soli 200 °C anche in assenza di accettori; lo svantaggio di questo catalizzatore è che si inquina quando l'alchene comincia a concentrarsi, per cui i prodotti devono essere allontanati a mano a mano che si formano.